# Department of Motor Vehicles

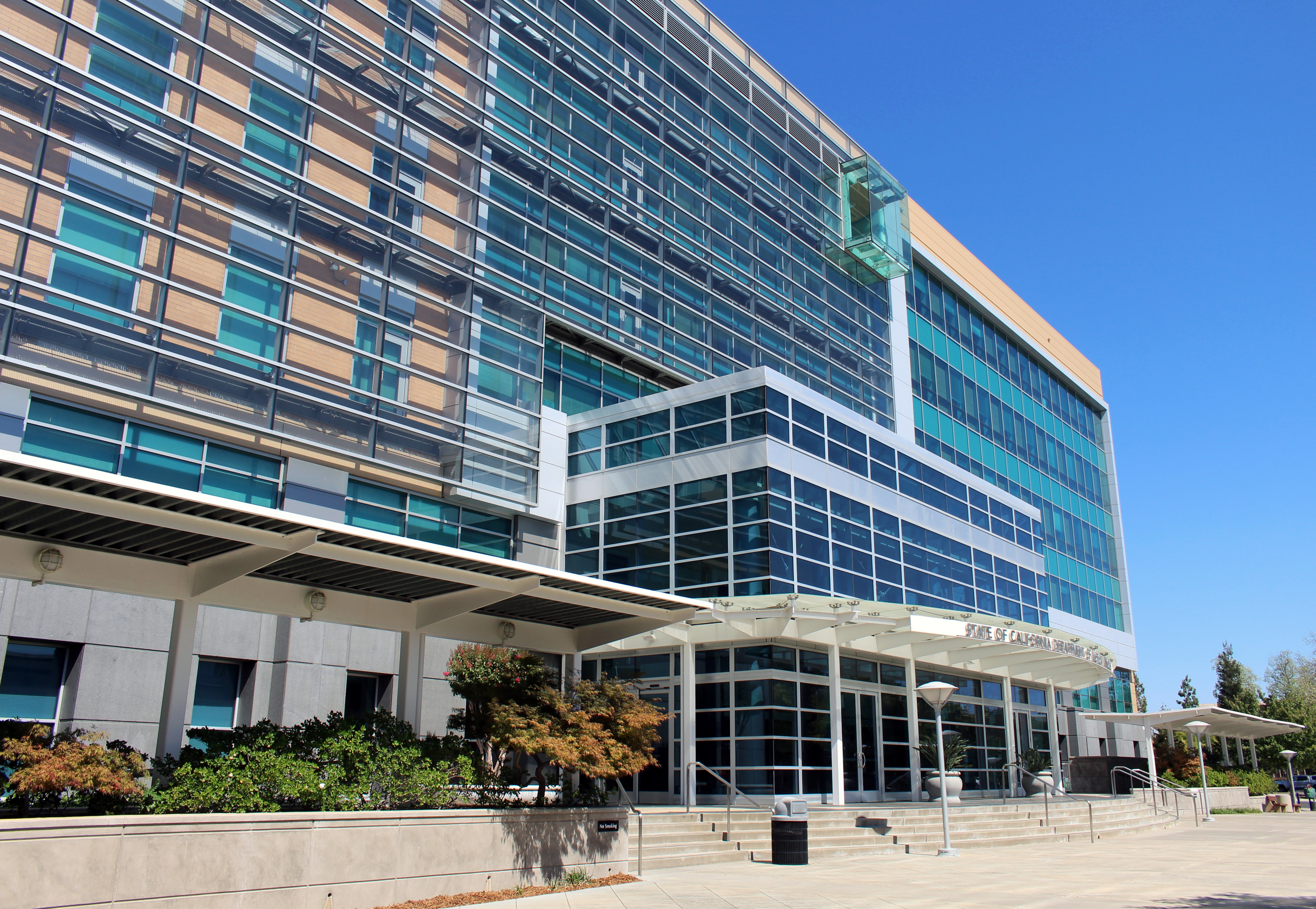
Der Hauptsitz des California Department of Motor Vehicles in Sacramento, Kalifornien.

Department of Motor Vehicles (kurz DMV) ist die üblicherweise benutzte Bezeichnung für die US-amerikanische Kraftfahrzeug-Zulassungsstelle. Das DMV wird in der Zuständigkeit der einzelnen Bundesstaaten betrieben und kann zum Teil andere offizielle Namen haben (z. B. Pennsylvania Department of Transportation).

## Aufgaben
Aufgrund der bundesstaatlichen Zuständigkeit können sich die Aufgaben des DMV zum Teil unterscheiden.

### Kfz-Zulassung (registration)
Eine der Aufgaben des DMV ist die Registrierung der Fahrzeuge, inklusive Ausgabe von Nummernschildern. Wunschkennzeichen (wie der eigene Name) werden ebenfalls durch das DMV gegen eine jährliche Gebühr (zwischen 10 und 30 US-Dollar) vergeben. Für die Registration wird ein Versicherungsnachweis sowie eine gültige State Inspection verlangt, die in einigen Bundesstaaten auch durch das DMV durchgeführt wird. Die Zulassung wird für ein oder zwei Jahre erteilt, danach ist diese zu erneuern.

### Führerschein (driver's license)
Das DMV ist ebenfalls für die Erstellung von Führerscheinen zuständig. Beim DMV werden sowohl die theoretische (am Computer) als auch die praktische Prüfung abgelegt. Der Führerschein wird befristet (bis zu fünf Jahren) ausgestellt, danach ist dieser (ohne Prüfung) zu erneuern.  In den USA ist die driver's license das vorwiegend benutzte Ausweismittel, da darauf auch der aktuelle (nachzuweisende) Wohnsitz vermerkt ist. Insofern übernimmt das DMV zusätzlich die Funktion des Einwohnermeldeamts.
Die Sozialversicherungsnummer wird inzwischen nicht mehr auf dem Führerschein vermerkt, um Missbrauch vorzubeugen.